# Simulium pertinax
Simulium pertinax es una especie de insecto del género Simulium, familia Simuliidae, orden Diptera.
Fue descrita científicamente por Kollar, 1832.